# David Taylor
David Taylor (25 augustus 1965) is een voormalig voetballer uit Wales die als aanvaller speelde.
Taylor is vooral bekend van zijn periode bij Porthmadog FC waar hij in het seizoen 1993/94 in totaal 43 doelpunten scoorde en waarmee hij Europees topschutter werd. Hij speelde zijn hele loopbaan in de League of Wales.